# 新潟県道31号相川佐和田線
新潟県道31号相川佐和田線（にいがたけんどう31ごう あいかわさわたせん）は、新潟県佐渡市（佐渡島内）を通る県道（主要地方道）である。

## 概要
相川地区と佐和田地区を結ぶ幹線道路である。佐渡島内では、国道350号の両津地区 - 窪田（佐和田地区）間、佐渡一周線の窪田 - 沢根（佐和田地区）間と合わせて通称本線と呼ばれる。大佐渡山地を貫く中山トンネルを通る。

### 路線データ
- 起点：佐渡市相川大間町
- 終点：佐渡市沢根

## 歴史
- 1954年（昭和29年）1月20日 - 建設省（現・国土交通省）が主要地方道に指定。
- 1955年（昭和30年）2月1日 - 新潟県が主要地方道638号相川佐和田線を認定。
- 1976年（昭和51年）11月1日 - 整理番号を638から831へ変更。
- 1993年（平成5年）5月11日 - 建設省から、主要県道相川佐和田線の大部分が相川佐和田線として主要地方道に再指定される[1]。
- 1994年（平成6年）4月1日 - 整理番号を831から31へ変更、佐和田～沢根は新潟県道45号佐渡一周線へ変更。

## 路線状況

### 主な構造物
- 中山トンネル - 1989年3月竣工、延長727m、幅9.25m、高さ4.5m[要出典]。なお、旧トンネルも存在する。

## 地理

### 通過する自治体
- 佐渡市

### 交差する道路

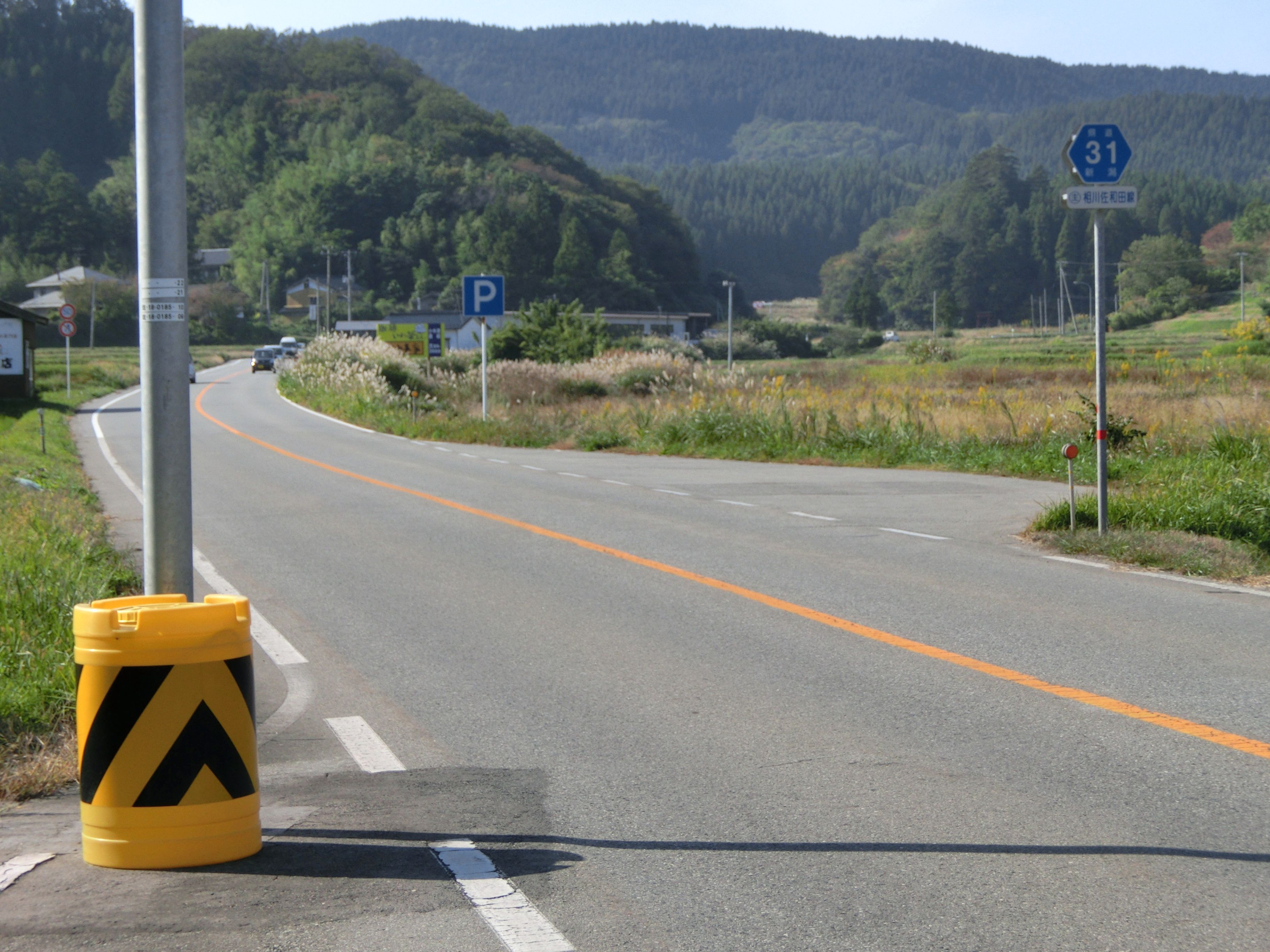
佐渡市沢根付近

- 新潟県道45号佐渡一周線（相川下戸交差点 - 相川大間町）
- 新潟県道463号白雲台乙和池相川線 大佐渡スカイライン（相川大工町）
- 新潟県道45号佐渡一周線（沢根）